# Мадаваска (Нью-Брансвік)
Графство Мадаваска (англ. Madawaska) — графство в Канаді, у провінції Нью-Брансвік.

## Населення
За даними перепису 2016 року, графство нараховувало 32741 жителя, показавши скорочення на 2%, порівняно з 2011-м роком. Середня густина населення становила 9,5 осіб/км².
З офіційних мов обидвома одночасно володіли 19 235 жителів, тільки англійською — 565, тільки французькою — 12 275, а 35 — жодною з них. Усього 295 осіб вважали рідною мовою не одну з офіційних, з них 5 — українську.
Працездатне населення становило 59,5% усього населення, рівень безробіття — 9,2% (10,7% серед чоловіків та 7,5% серед жінок). 88,6% були найманими працівниками, 9,9% — самозайнятими.
Середній дохід на особу становив $36 060 (медіана $29 376), при цьому для чоловіків — $42 348, а для жінок $29 863 (медіани — $36 075 та $23 832 відповідно).
28,5% мешканців мали закінчену шкільну освіту, не мали закінченої шкільної освіти — 27,1%, 44,4% мали післяшкільну освіту, з яких 30,4% мали диплом бакалавра, або вищий, 105 осіб мали вчений ступінь.
| Статево-вікова структура населення | Статево-вікова структура населення | Статево-вікова структура населення | Статево-вікова структура населення | Статево-вікова структура населення |
| ---------------------------------- | ---------------------------------- | ---------------------------------- | ---------------------------------- | ---------------------------------- |
|                                    |                                    |                                    |                                    |                                    |
| Всього                             | Всього                             | 48,9%51,1%                         |                                    |                                    |
| 0 — 14 років                       | 0 — 14 років                       |                                    | 13,3%                              | 13,3%                              |
| 15 — 64 років                      | 15 — 64 років                      |                                    | 64,3%                              | 64,3%                              |
| 65 і більше                        | 65 і більше                        |                                    | 22,4%                              | 22,4%                              |
| 85 і більше                        | 85 і більше                        |                                    | 2,5%                               | 2,5%                               |
| 100 і більше                       | 100 і більше                       |                                    | 0%                                 | 0%                                 |
| Середній вік (років)               | Середній вік (років)               | 45,247,0                           | 46,1                               | 46,1                               |
| Медіана (років)                    | Медіана (років)                    | 49,051,0                           | 50,1                               | 50,1                               |
| — чоловіки — жінки                 |                                    |                                    |                                    |                                    |

| Походження мешканців:     | Походження мешканців:     | Походження мешканців: | Походження мешканців: | Походження мешканців: |
| ------------------------- | ------------------------- | --------------------- | --------------------- | --------------------- |
| Походження                |                           |                       | осіб                  | %                     |
| Корінні американці        | Корінні американці        |                       | 1 425                 | 4.52%                 |
| Інше північноамериканське | Інше північноамериканське |                       | 26 510                | 84.17%                |
| Європейське               | Європейське               |                       | 9 635                 | 30.59%                |
| британське                | британське                |                       | 2 200                 | 6.99%                 |
| французьке                | французьке                |                       | 8 295                 | 26.34%                |
| українське                | українське                |                       | 35                    | 0.11%                 |
| Карибське                 | Карибське                 |                       | 45                    | 0.14%                 |
| Латинськоамериканське     | Латинськоамериканське     |                       | 10                    | 0.03%                 |
| Африканське               | Африканське               |                       | 260                   | 0.83%                 |
| Азійське                  | Азійське                  |                       | 230                   | 0.73%                 |
| Океанійське               | Океанійське               |                       | 20                    | 0.06%                 |

| Зайнятість населення за галузями (за класифікацією NOC): | Зайнятість населення за галузями (за класифікацією NOC): | Зайнятість населення за галузями (за класифікацією NOC): | Зайнятість населення за галузями (за класифікацією NOC): | Зайнятість населення за галузями (за класифікацією NOC): |
| -------------------------------------------------------- | -------------------------------------------------------- | -------------------------------------------------------- | -------------------------------------------------------- | -------------------------------------------------------- |
|                                                          |                                                          |                                                          |                                                          |                                                          |
| Управління                                               | Управління                                               |                                                          | 8,1%                                                     | 8,1%                                                     |
| Бізнес, фінанси та адміністрування                       | Бізнес, фінанси та адміністрування                       |                                                          | 11,7%                                                    | 11,7%                                                    |
| Природничі та прикладні науки                            | Природничі та прикладні науки                            |                                                          | 3,8%                                                     | 3,8%                                                     |
| Охорона здоров'я                                         | Охорона здоров'я                                         |                                                          | 10,3%                                                    | 10,3%                                                    |
| Освіта, правозахист, муніципальні та урядові служби      | Освіта, правозахист, муніципальні та урядові служби      |                                                          | 10,7%                                                    | 10,7%                                                    |
| Мистецтво, культура, відпочинок та спорт                 | Мистецтво, культура, відпочинок та спорт                 |                                                          | 1,1%                                                     | 1,1%                                                     |
| Роздрібна торгівля та послуги                            | Роздрібна торгівля та послуги                            |                                                          | 23,9%                                                    | 23,9%                                                    |
| Гуртова торгівля, транспорт та обладнання                | Гуртова торгівля, транспорт та обладнання                |                                                          | 16,8%                                                    | 16,8%                                                    |
| Природні ресурси, сільське господарство                  | Природні ресурси, сільське господарство                  |                                                          | 3,6%                                                     | 3,6%                                                     |
| Виробництво                                              | Виробництво                                              |                                                          | 9,9%                                                     | 9,9%                                                     |

## Населені пункти
До графства входять місто Едмундстон, містечко Сен-Леонар, парафії Бейкер-Брук, Клер, Лак-Бейкер, Мадаваска, Нотр-Дам-де-Лурд, Рів'єр-Верт, Сен-Жак, Сен-Леонар, Сент-Андре, Сент-Анн, Сент-Безіл, Сент-Джозеф, Сент-Ілер, Сен-Франсуа, села Бейкер-Брук, Клер, Лак-Бейкер, Рів'єр-Верт, Сен-Ілер, Сент-Анн-де-Мадаваска, Сен-Франсуа-де-Мадаваска, сільська община Сент-Андре, індіанська резервація Сент-Безіл 10, а також хутори, інші малі населені пункти та розосереджені поселення.

## Клімат
Середня річна температура становить 3,1°C, середня максимальна – 22°C, а середня мінімальна – -20,5°C. Середня річна кількість опадів – 1 079 мм.
| Клімат поселення                              | Клімат поселення | Клімат поселення | Клімат поселення | Клімат поселення | Клімат поселення | Клімат поселення | Клімат поселення | Клімат поселення | Клімат поселення | Клімат поселення | Клімат поселення | Клімат поселення | Клімат поселення |
| Показник                                      | Січ.             | Лют.             | Бер.             | Квіт.            | Трав.            | Черв.            | Лип.             | Серп.            | Вер.             | Жовт.            | Лист.            | Груд.            |                  |
| Середній максимум, °C                         | −7,83            | −5,83            | 0,88             | 8,19             | 16,37            | 21,42            | 21,95            | 20,70            | 15,59            | 9,58             | 2,99             | −5,53            |                  |
| Середня температура, °C                       | −14,18           | −12,18           | −5,47            | 1,85             | 10,02            | 15,07            | 18,00            | 16,76            | 11,66            | 5,63             | −0,96            | −9,48            |                  |
| Середній мінімум, °C                          | −20,53           | −18,54           | −11,82           | −4,51            | 3,66             | 8,73             | 14,04            | 12,81            | 7,71             | 1,68             | −4,91            | −13,43           |                  |
| Норма опадів, мм                              | 87               | 72               | 69               | 68               | 88               | 89               | 111              | 104              | 95               | 95               | 97               | 104              |                  |
| Середньомісячна швидкість вітру, м/с          | 4.03             | 4.05             | 4.15             | 3.91             | 3.60             | 3.26             | 2.95             | 2.90             | 3.20             | 3.60             | 3.80             | 4.00             |                  |
| Середньомісячна сонячна радіація, кДж/м²·день | 4965             | 8188             | 12265            | 15983            | 18585            | 20325            | 19557            | 17119            | 12519            | 7648             | 4520             | 3779             |                  |
| --------------------------------------------- | ---------------- | ---------------- | ---------------- | ---------------- | ---------------- | ---------------- | ---------------- | ---------------- | ---------------- | ---------------- | ---------------- | ---------------- | ---------------- |
| Джерело:                                      |                  |                  |                  |                  |                  |                  |                  |                  |                  |                  |                  |                  |                  |